# Musée d'art contemporain de Thessalonique
Le musée d'art contemporain de Thessalonique (en grec moderne : Μουσείο Σύγχρονης Τέχνης Θεσσαλονίκης), parfois abrégé « MOMus Contemporain », est un musée grec situé à Thessalonique. Fondé en 1994, il est la plus ancienne institution principalement consacrée à l'art contemporain en Grèce.

## Emplacement
Le musée est hébergé dans des bâtiments de la Foire internationale de Thessalonique, à proximité du centre ancien de la ville et à environ 500 m à l'est de la Tour blanche. Il forme avec le musée archéologique, le musée de la culture byzantine, le musée de la guerre et d'autres institutions environnantes le principal complexe muséal de la deuxième ville de Grèce.

## Histoire
L'association « Centre macédonien d'art contemporain » fut fondée en 1979, un an après le tremblement de terre (en) qui frappa Thessalonique, comme un marqueur du renouveau de la ville. En 1984, le collectionneur d'art, galeriste et philanthrope Alexandre Iolas fit don d'un ensemble de 47 œuvres à ce qui deviendra le Musée macédonien d'art contemporain dix années plus tard. Cette donation initiale, qui en appela d'autres, constitue aujourd'hui encore le cœur de la collection du plus ancien foyer d'art contemporain en Grèce.
Poursuivant son développement, l'institution naissante profita de la dynamique entourant la désignation de Thessalonique comme capitale européenne de la culture en 1997 pour inaugurer cette année-là une nouvelle aile dans les locaux de la Foire internationale investis en 1992. L'association devenue musée était à l'origine installée dans une partie de l'usine Philkeram-Johnson (en) de Pyléa.
En 1999, une nouvelle extension porta à près de 4 000 m2 la superficie des espaces ouverts au public, comprenant des salles d'exposition, une bibliothèque, une salle de conférence, des ateliers d'artistes et une buvette.
Depuis 2017 et la création de l'Organisation métropolitaine des musées d'arts visuels de Thessalonique (MOMus, en grec moderne : Μητροπολιτικός Οργανισμός Μουσείων Εικαστικών Τεχνών Θεσσαλονίκης), l'institution regroupe l'ancien musée macédonien d'art contemporain et les œuvres d'après-guerre de l'ancien musée national d'art contemporain de Thessalonique. Elle possède également une antenne dédiée aux sculptures contemporaines à travers le musée Álex Myloná à Athènes.

## Collections
La collection permanente du musée d'art contemporain de Thessalonique rassemble plus de 2 000 œuvres d'artistes grecs et internationaux, fréquemment enrichie par les dons d'artistes, de collectionneurs, de galeristes et de particuliers. Parmi les artistes modernes et contemporains exposés figurent notamment Aléxis Akrithákis (en), Joseph Beuys, Victor Brauner, Chryssa, Niki de Saint Phalle, Alékos Fassianós, Aggélika Korovéssi (en), René Magritte, Eliseo Mattiacci (en), Xavier Noiret-Thomé, Dennis Oppenheim, Martial Raysse, Takis, Jean Tinguely, Andy Warhol et Giórgos Zongolópoulos.

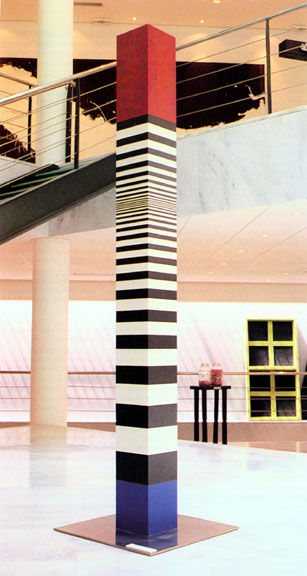
Ópi Zoúni, Colonne rouge.
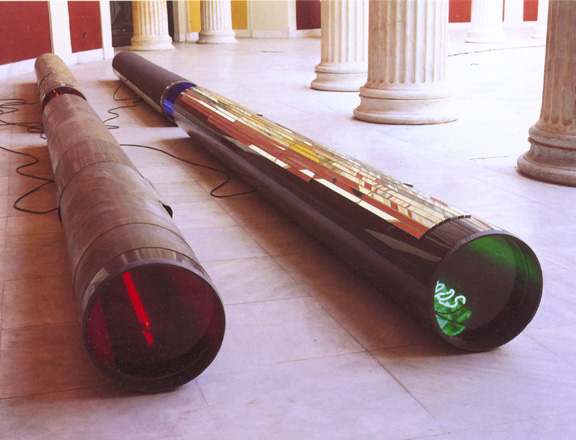
Giánnis Boutéas, 4 dimensions.
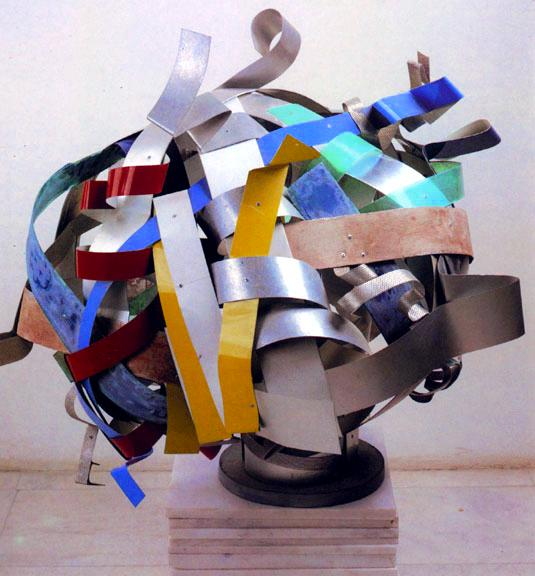
Dennis Oppenheim, Explosions.
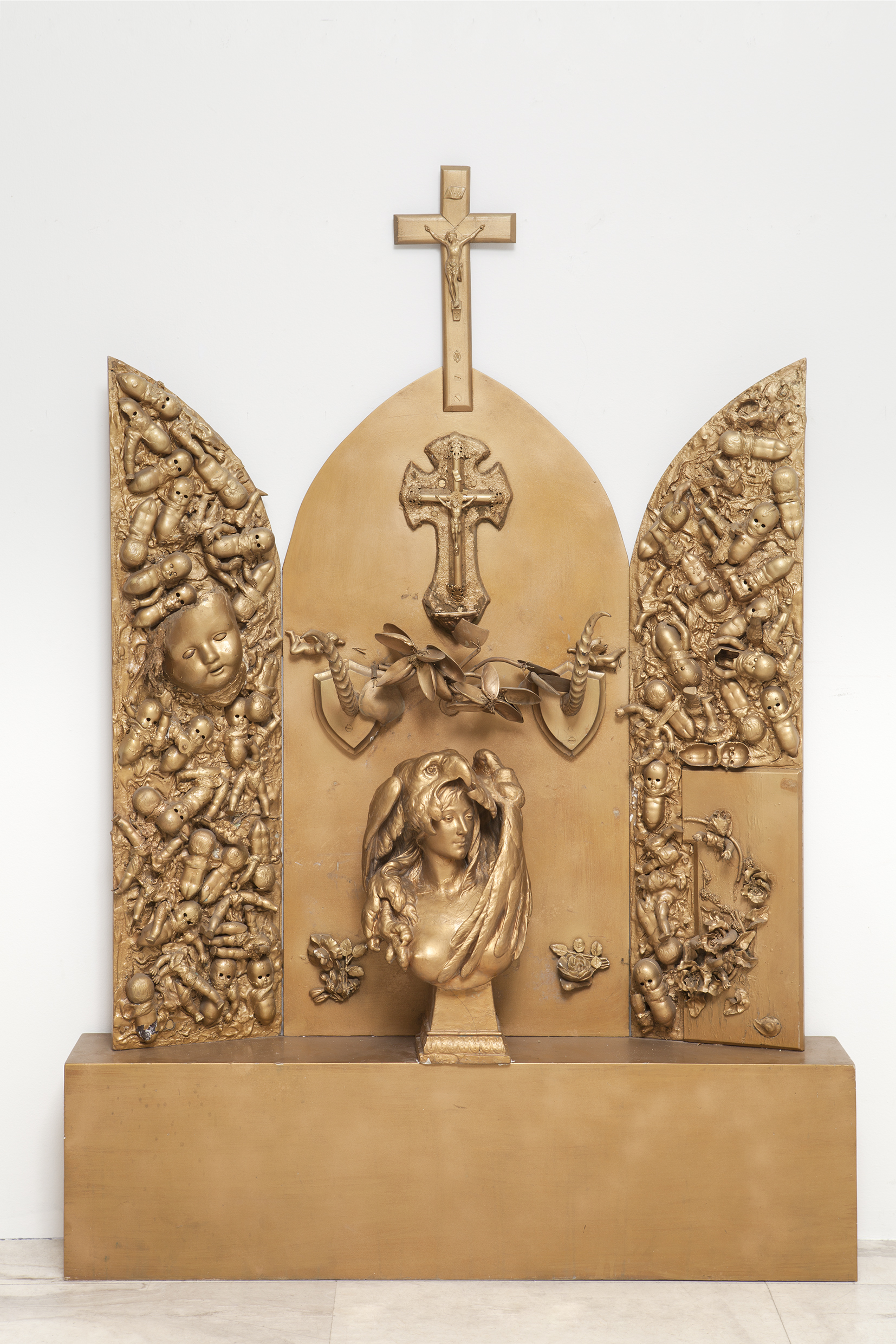
Niki de Saint Phalle, Autel doré, 1962.
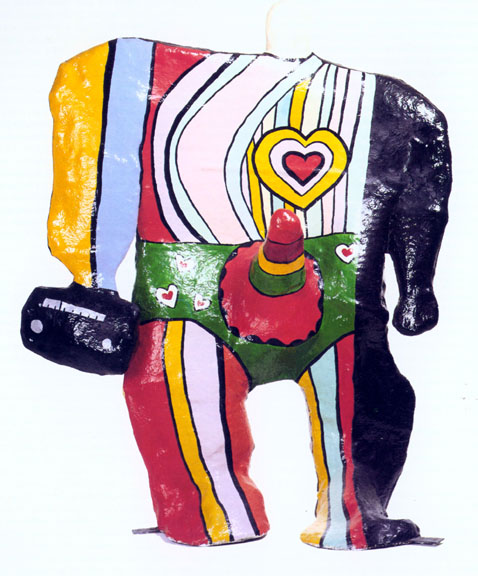
Niki de Saint Phalle, Adam, 1968.
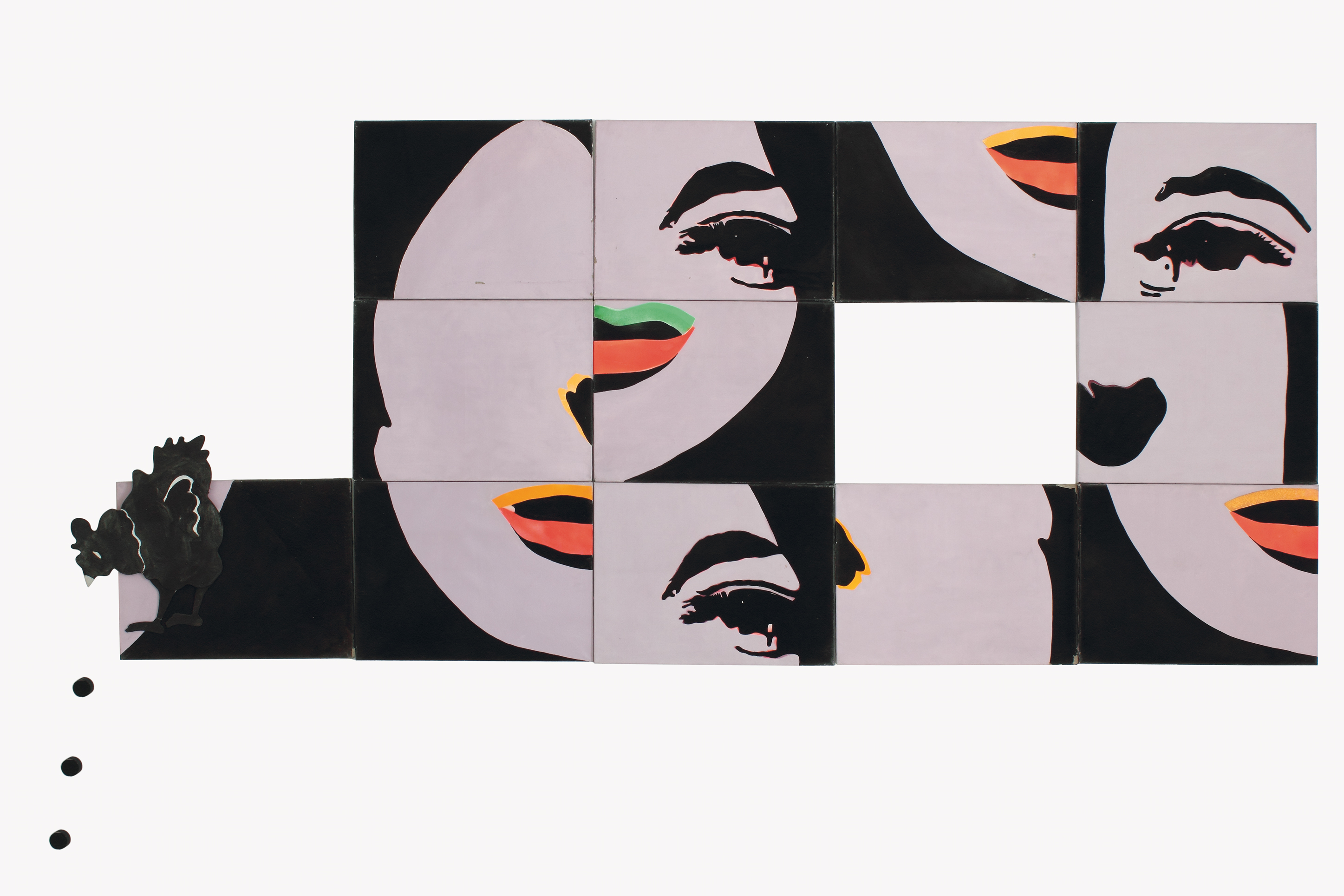
Martial Raysse, Story with a chicken, 1968.
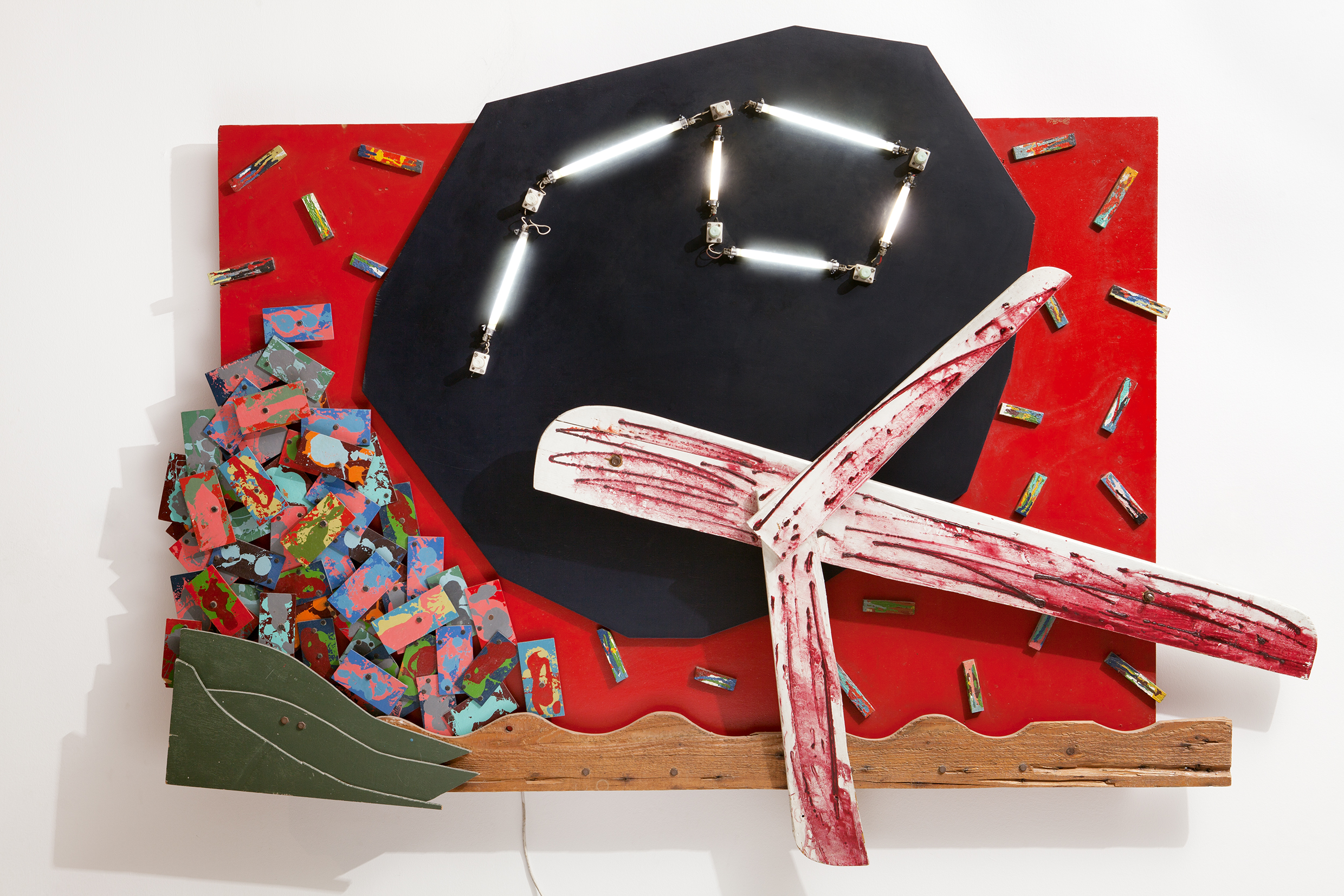
Aléxis Akrithákis, Avion, 1982.
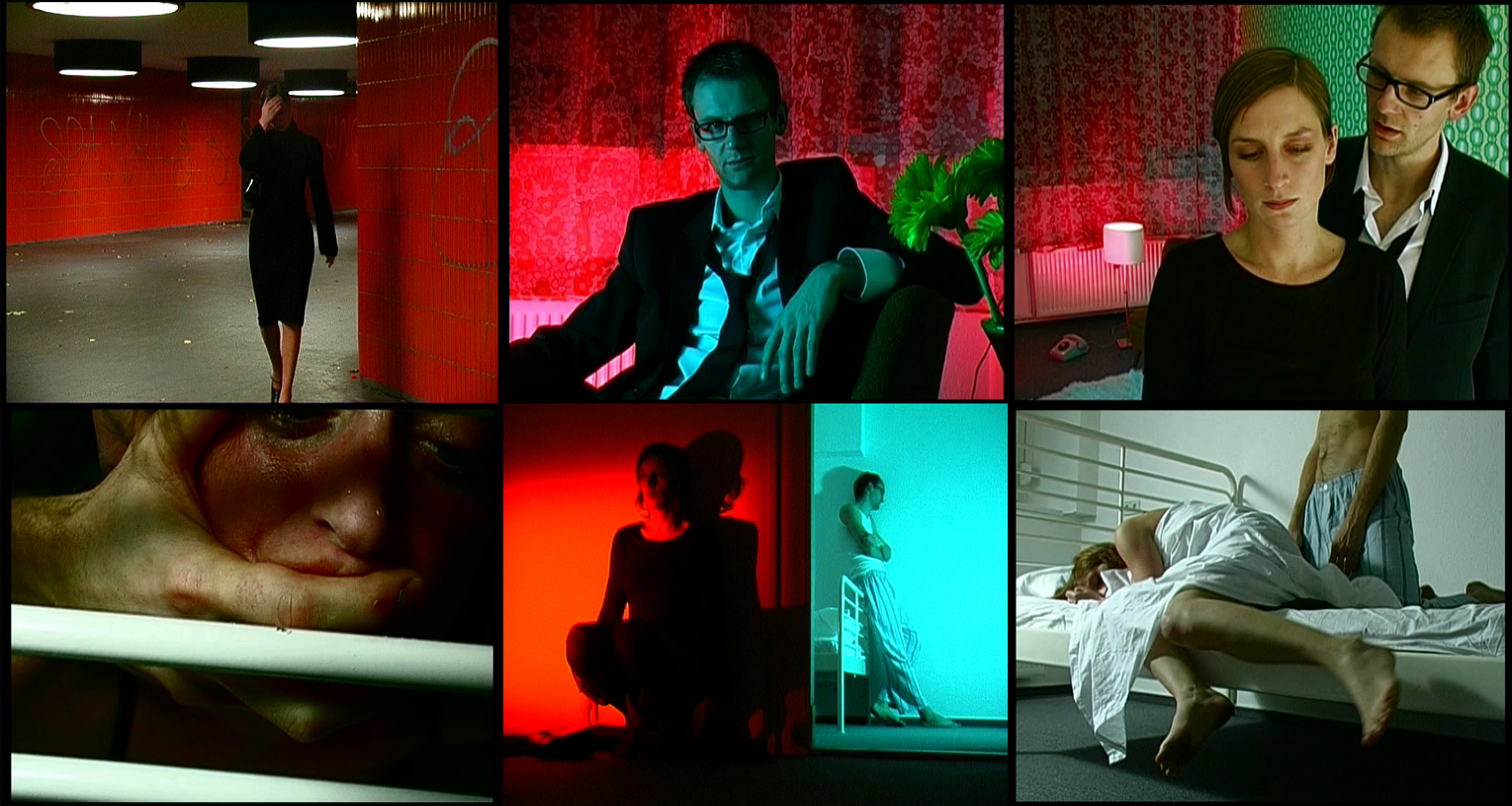
Aléxandros Avranás, Beside, 2005.